# Aruba en los Juegos Paralímpicos de Tokio 2020
Aruba estuvo representada en los Juegos Paralímpicos de Tokio 2020 por un deportista masculino. El equipo paralímpico arubeño no obtuvo ninguna medalla en estos Juegos.